# Peter-Apian-Oberschule Leisnig

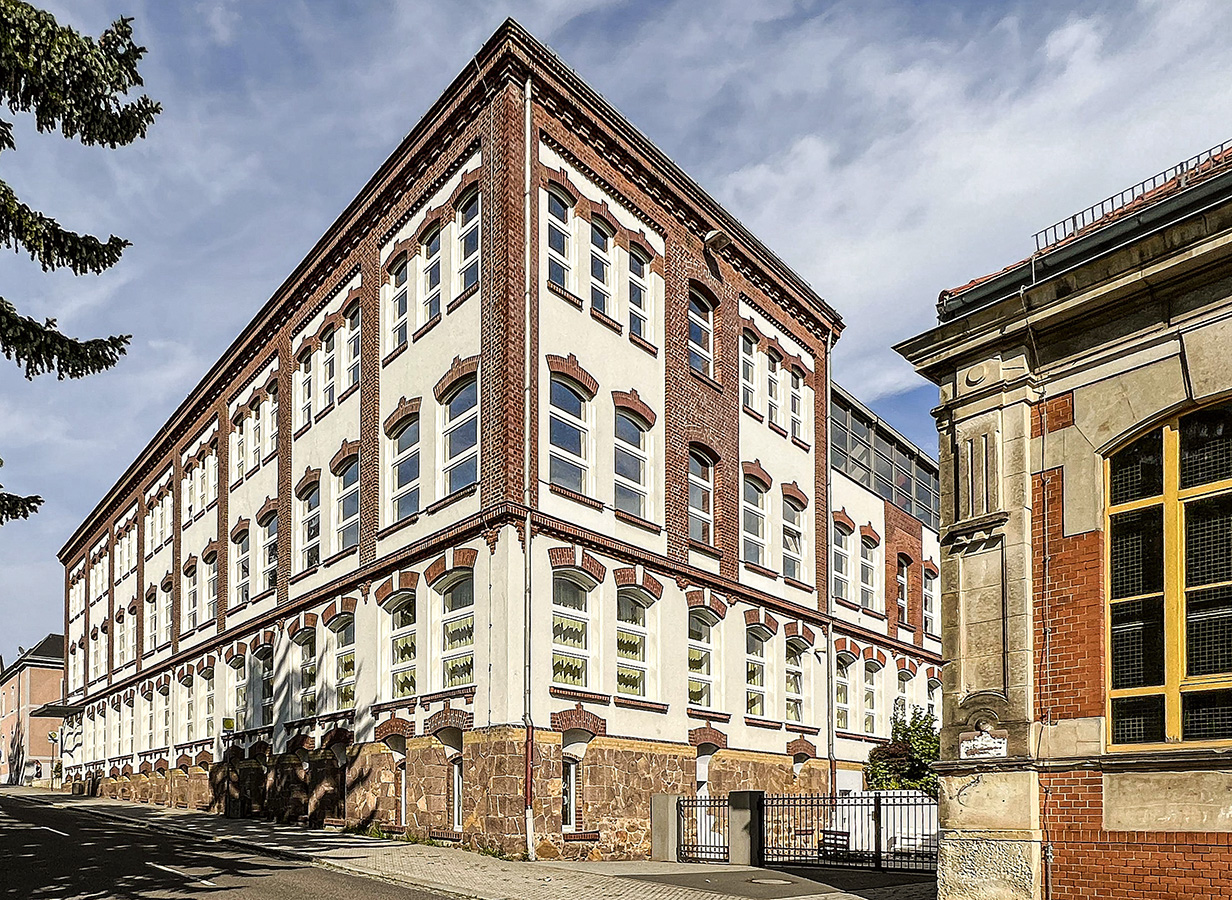
Gebäude der Peter-Apian-Oberschule Leisnig (2023)

Die Peter-Apian-Oberschule Leisnig ist eine Schule in Leisnig in Sachsen.
Die Schule wurde im Jahre 1874 als Realschule zu Leisnig gegründet. Seit dem 8. April 1931 trägt sie den Namen des Renaissancegelehrten Peter Apian. Von einer Realschule zu einem Reformrealprogymnasium mit Realschule wandelte sich die Schule bis heute zu einer sog. Oberschule. Die Schule bietet ein sozial-hauswirtschaftliches, ein technisches und ein wirtschaftliches Ausbildungsprofil. Sie wird derzeit von ca. 300 Schülern in 14 Klassen besucht.